# Jacksonia odontoclada
Jacksonia odontoclada är en ärtväxtart som beskrevs av George Bentham. Jacksonia odontoclada ingår i släktet Jacksonia och familjen ärtväxter. Inga underarter finns listade i Catalogue of Life.